# Линь Боцюй
Линь Боцю́й (кит. упр. 林伯渠, пиньинь Lín Bóqú; 20 марта 1886 — 29 мая 1960), детское имя Цзухань (祖涵) — китайский политик и поэт. Один из первых сторонников Сунь Ятсена, член революционной организации Тунмэнхой, участник Наньчанского восстания и Великого похода китайских коммунистов. Линь является одним из старейших деятелей Коммунистической партии Китая. Выпускник Коммунистического университета трудящихся Китая (1933).
1 октября 1949 года на церемонии провозглашения Китайской народной Республики Линь Боцюй находился на площади Тяньаньмэнь рядом с Мао Цзедуном.

## Биография
Линь Боцюй родился в крестьянской семье в деревне уезда Аньфу провинции Хунань, В 16 лет получил государственный грант на обучение в Токио. Там он присоединился к революционной организации Тунмэнхой, основанной Сунь Ятсеном.
После возвращения в Китай Линь работал школьным учителем, вёл революционную пропаганду в Северо-Восточной области Китая Дунбэй под руководством Тунмэнхой. После падения Цинской династии Линь подвергся преследованиям со стороны власти Юань Шикая и был вынужден бежать в Японию, где он присоединился к основанной Сунь Ятсеном китайской революционной партии (позже вошла в Гоминьдан). Вернувшись в 1921 году в Китай, он вступил в ряды Коммунистической партии Китая.
В первой половине 1920-х годов Линь сотрудничал с Гоминьданом, был назначен его министром сельского хозяйства. В конце концов, он перешел к коммунистам и принял в 1927 году участие в Наньчанском восстании. Вскоре после этого он покинул Китай и в течение шести лет находился в Советском Союзе. В эти годы он учился в Московском Коммунистическом университете имени Сунь Ятсена. В конце 1933 года вернулся в Китай и был назначен министром финансов. После участия в Великом походе китайских коммунистов возобновил обязанности министра финансов провинции Яньань, был избран председателем приграничного китайского района Шэньси-Ганьсу-Нинся.
В апреле 1945 года Линь был избран в состав Центрального политического Бюро седьмого национального конгресса КПК. В 1949 году занимался вопросами создания Китайской Народной Республики, был назначен Генеральным секретарем Центрального народного правительственного Комитета. В этой роли он председательствовал на церемонии провозглашения нового Китая 1 октября 1949 года.

## Личная жизнь
Линь Боцюй был четыре раза женат. Имел пять детей.